# Agrostis sandwicensis
Agrostis sandwicensis é uma espécie de gramínea do gênero Agrostis, pertencente à família Poaceae.